# Tadeusz Tarnawski (pisarz)
Tadeusz Tarnawski (ur. 1923, zm. 1987) – żołnierz AK, więzień łagrów stalinowskich, pisarz, poeta.

## Życiorys
Tadeusz Tarnawski urodził się w 1923 roku w Borysławiu. Jego ojciec był wiertaczem naftowym. Uczył się w Gimnazjum Męskim w Borysławiu, którego nie ukończył z powodu wybuchu II wojny światowej.
Od 1942 żołnierz ZWZ-AK ps. Gil zaangażowany w konspiracji przeciwko Niemcom. Działał w 5-osobowej grupie dywersyjnej. Wziął udział w kilku brawurowych akcjach polegających na podkładaniu bomb w kinach tylko dla Niemców (Nur für Deutsche). Zagrożony aresztowaniem przez Gestapo wstąpił do oddziału partyzanckiego AK operującego w lasach w okolicach Drohobycza. Oddział walczył z banderowcami.
Po zajęciu Małopolski Wschodniej przez Związek Sowiecki w lipcu 1944 roku aresztowany przez NKWD. Przeszedł ciężkie śledztwo. Zesłany do sowieckich łagrów w Komi i Jenisejsku. Wyszedł na wolność w 1955 roku.
Po powrocie do Polski osiedlił się w Wałbrzychu, gdzie mieszkała reszta rodziny, wypędzona z Borysławia w 1945 roku. Ukończył studia na Wydziale Prawa Uniwersytetu Wrocławskiego. Był kierownikiem Teatru Lalki i Aktora w Wałbrzychu. Od lat 70. zaczął pisać opowiadania, wiersze i wspomnienia o tematyce syberyjskiej. Zmarł w 1987 roku w Wałbrzychu i tam został pochowany.
Jego książki z powodu obowiązującej w PRL cenzury zostały wydane dopiero po jego śmierci w latach 90. XX wieku.

## Twórczość
- Kamienny wór, Wydawnictwo Pluton, Świdnica 1992, ss. 183
- Pamięć o nich, Wydawnictwo Pluton, Świdnica 1992, ss. 64
- Bunt aniołka, Wydawnictwo Pluton, Świdnica 1994, ss. 83